# Duale Hochschule Gera-Eisenach

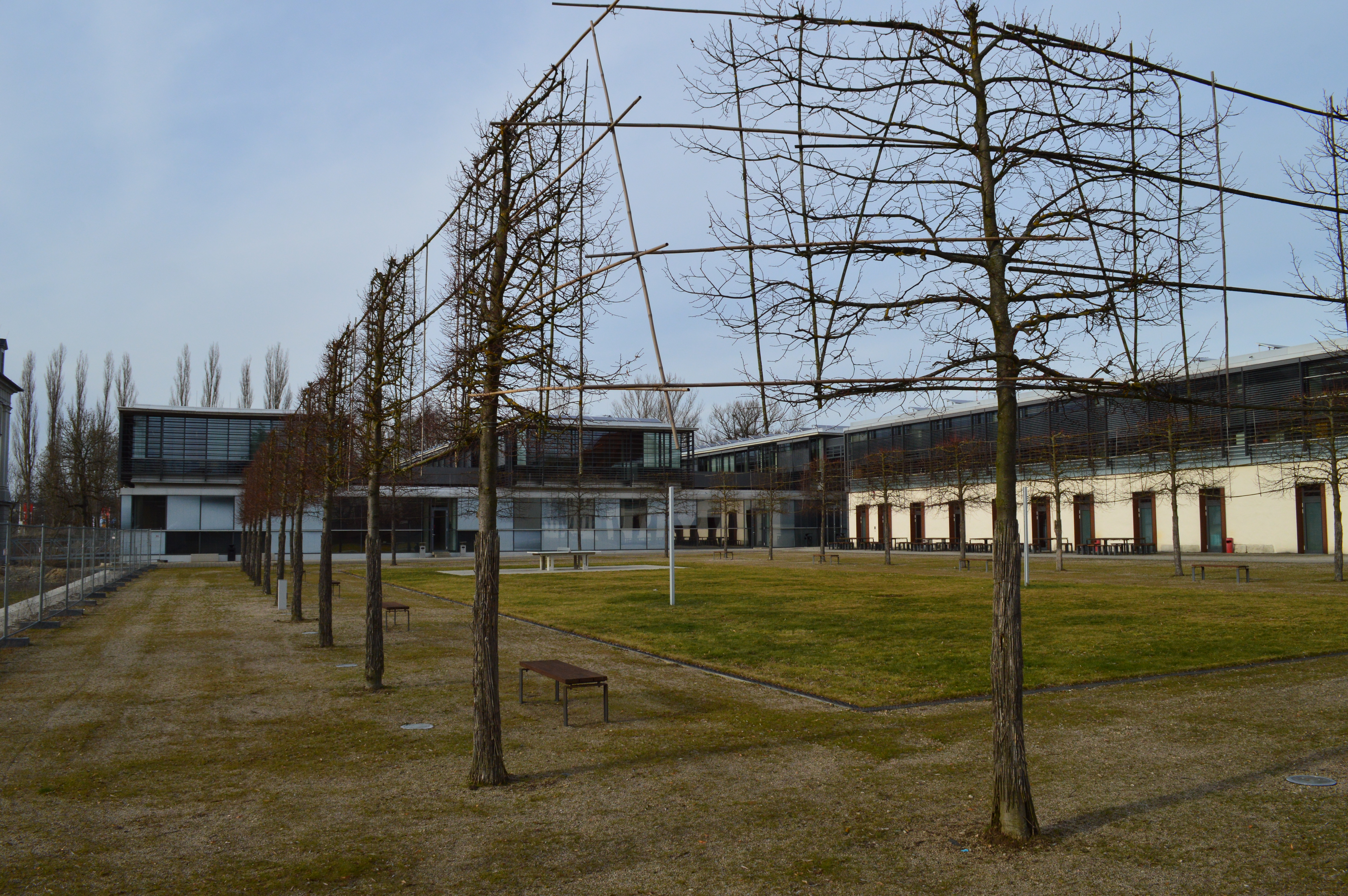
Standort Gera

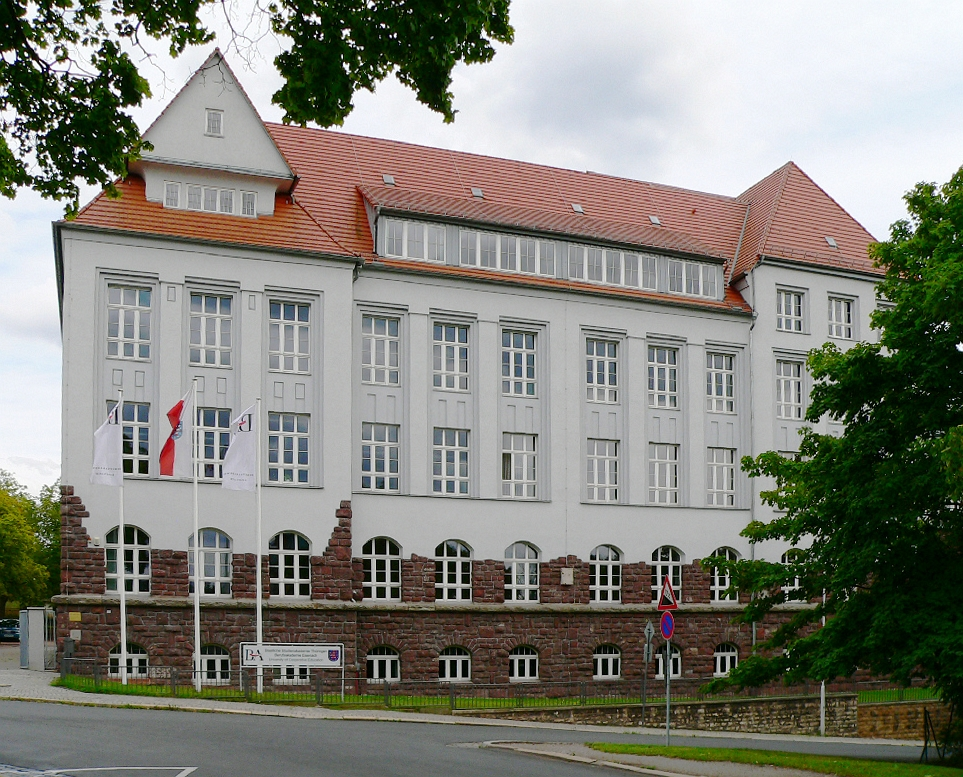
Standort Eisenach

Die Duale Hochschule Gera-Eisenach (DHGE) ist eine staatliche Hochschule im Freistaat Thüringen, deren Angebot auf das Duale Studium begrenzt ist. Sie bietet eine praxisintegrierende Ausbildung zwischen Betrieb und Hochschule. Die DHGE wurde 2016 durch die Aufnahme in das Thüringer Hochschulgesetz gegründet. Der Sitz der Hochschule ist in Gera angesiedelt, in Eisenach besteht ein zweiter Studienstandort.

## Geschichte
Die Duale Hochschule geht auf die Gründung der Thüringer Berufsakademie 1998 zurück. Der Thüringer Gesetzgeber hatte 2006 die Berufsakademie reformiert und die Thüringer Studienakademie als Dachorganisation in Form einer Körperschaft des öffentlichen Rechts eingerichtet, der die Berufsakademie Eisenach sowie Berufsakademie Gera als Anstalten des öffentlichen Rechts untergeordnet wurden. Die Berufsakademien waren dazu berechtigt, Hochschulabschlüssen gleichberechtigte Abschlüsse zu verleihen, die jedoch nicht durch eine Hochschulprüfung, sondern durch eine Staatsprüfung abgeschlossen wurden und keine akademischen Grade darstellten. Es wurden seitens der Landesregierung allerdings Defizite in der Attraktivität der Berufsakademien bei Studierenden und Lehrenden sowie bei der Akzeptanz der Studienabschlüsse als äquivalent zu Hochschulabschlüssen ausgemacht, weshalb die Einrichtung zur Hochschule erhoben werden sollte.
2014 nahm die Landesregierung die Aufwertung der Berufsakademie zur Dualen Hochschule in die Hochschulstrategie 2020 des Freistaates auf. Am 12. Juli 2016 wurde die Novelle des Hochschulgesetzes im Thüringer Landtag beschlossen. Zum Wintersemester 2016/2017 nahm die Hochschule als solche ihren Betrieb auf.

## Studienbereiche und Studiengänge
Die DHGE bietet am Campus Gera die Studienbereiche Wirtschaft, Technik und Soziales sowie am Campus Eisenach die Studienbereiche Wirtschaft und Technik an. Im Präsenzstudium an der DHGE werden diverse Bachelorstudiengänge angeboten. Lediglich diese akademischen Grade kann die Hochschule dem Thüringer Hochschulgesetz entsprechend eigenständig verleihen. Darüber hinaus bietet die Hochschule im Fernstudium in Verbindung mit der Hochschule Schmalkalden als sogenannte Kooperationshochschule Masterstudiengänge in den Studienbereichen Wirtschaft und Technik an.
Studienbereich Wirtschaft
- Studiengang Betriebswirtschaft – Bachelor of Arts
- Studiengang Wirtschaftsinformatik – Bachelor of Science
- Studiengang Wirtschaftsingenieurwesen Elektrotechnik – Bachelor of Science
- Studiengang Wirtschaftsingenieurwesen Technischer Vertrieb – Bachelor of Science
- Unternehmensführung – Master of Arts (Fernstudium in Kooperation mit der Hochschule Schmalkalden)
- Öffentliches Recht und Management – Master of Public Administration (Fernstudium in Kooperation mit der Hochschule Schmalkalden)

Studienbereich Technik
- Studiengang Elektrotechnik / Automatisierungstechnik – Bachelor of Engineering
- ET/AT Industrielle Elektronik – Bachelor of Engineering
- Studiengang Engineering – Bachelor of Engineering
- Studiengang Informations- und Kommunikationstechnologien – Bachelor of Engineering
- Studiengang Praktische Informatik – Bachelor of Engineering
- Studiengang Wirtschaftsinformatik – Bachelor of Science
- Studiengang Wirtschaftsingenieurwesen Elektrotechnik – Bachelor of Science
- Studiengang Wirtschaftsingenieurwesen Technischer Vertrieb – Bachelor of Science
- Elektrotechnik und Management – Master of Engineering (Fernstudium in Kooperation mit der Hochschule Schmalkalden)
- Informatik und IT-Management – Master of Science (Fernstudium in Kooperation mit der Hochschule Schmalkalden)
- Maschinenbau und Management – Master of Engineering (Fernstudium in Kooperation mit der Hochschule Schmalkalden)

Studienbereich Soziales
- Studiengang Soziale Arbeit – Bachelor of Arts

## Kritik
Ein besonderer Kritikpunkt an der Hochschule ist die Einführung der Hochschulräte mit der Gründung im Jahr 2016, obwohl dieses System bereits in der juristischen Literatur als verfassungswidrig erachtet worden war. Darüber hinaus finden die Stellung des Präsidenten und Studienrichtungsleiter innerhalb der Hochschulorganisation, die lediglich auf Drittmitteln basierende Forschung der Professoren sowie die nicht gewährte Studierfreiheit unter verfassungsrechtlichen Gesichtspunkten Kritik. Es wird mitunter ein nicht wissenschaftlicher Charakter der Hochschule konstatiert.